# Guaynabo
Guaynabo (AFI: /ɡwajˈnaβo/) è una città di Porto Rico situata sulla costa settentrionale dell'isola. L'area comunale confina a est con San Juan, a sud con Aguas Buenas, a ovest con Bayamón e a nord-ovest con Cataño. È bagnata a nord dalle acque dell'oceano Atlantico. Il comune, che fu fondato nel 1769, oggi conta una popolazione di oltre 100.000 abitanti ed è suddiviso in 10 circoscrizioni (barrios). Assieme ai comuni di Bayamón, Carolina, Cataño, Canóvanas, Caguas, Toa Alta, Toa Baja, San Juan e Trujillo Alto forma la grande area metropolitana di Porto Rico che raggiunge i 2.000.000 di persone, circa la metà dell'intera popolazione dell'isola.

## Etimologia
Per i Taino, la radice Guay significava "Ecco", na significava "luogo", abo equivaleva a dire "acqua dolce", "fiume" o "vita". Da qui l'esclamazione dei compagni del capo: "Ecco un altro luogo di acqua dolce". Per gli indigeni di Borinquen, i fiumi erano un elemento vitale, poiché procuravano cibo per la loro sussistenza e permettevano loro di mantenere l'igiene personale.

## Storia

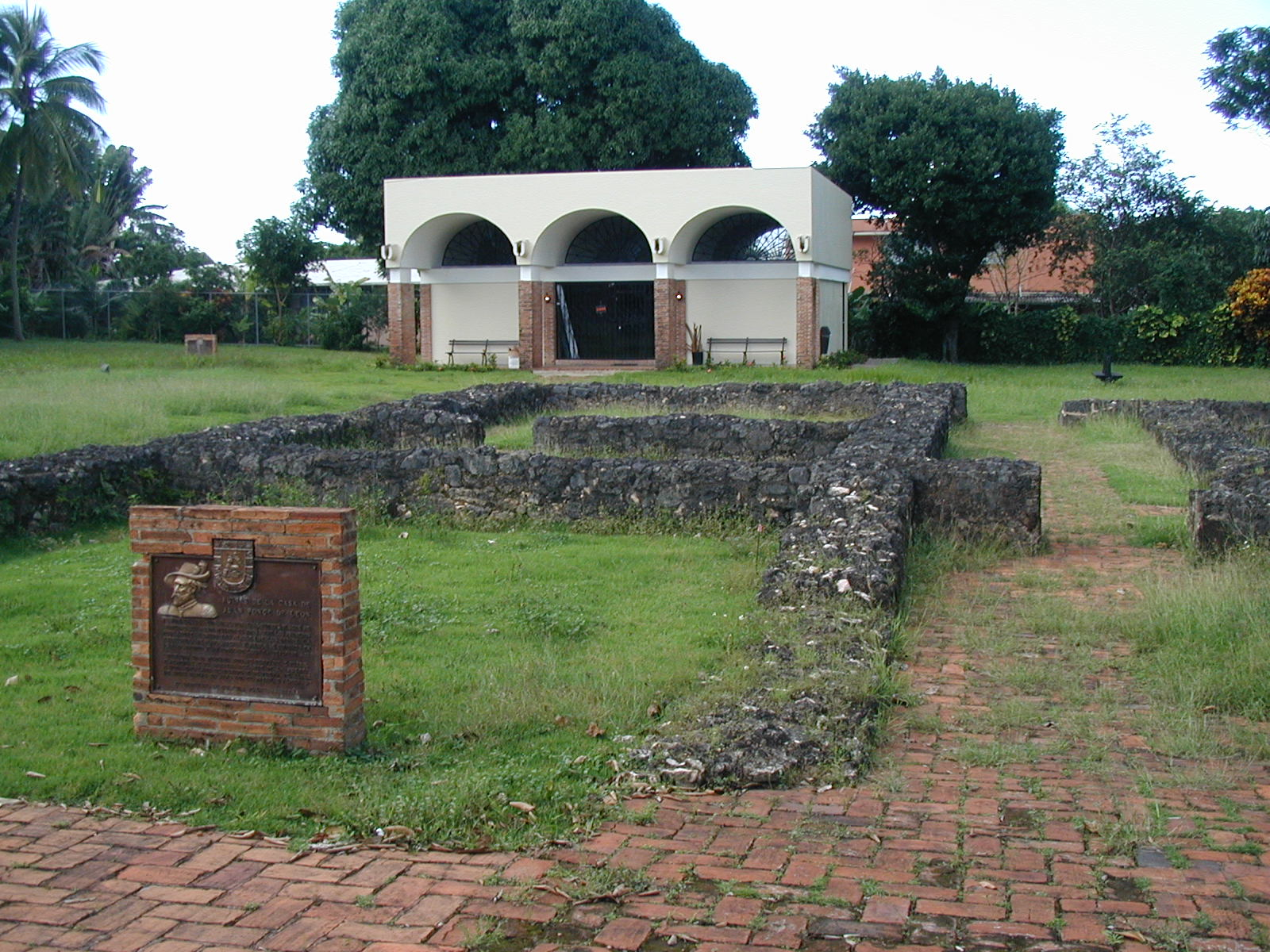
Le basi della residenza di Juan Ponce de León, c. 1508

Guaynabo fu fondata nel 1769 con il nome di Pueblo de Santa María. Originariamente un insediamento agricolo durante il periodo coloniale spagnolo, la città ha visto una crescita significativa dopo l'annessione di Porto Rico agli Stati Uniti nel 1898. Nel XX secolo, Guaynabo si è sviluppata come un centro residenziale, commerciale e industriale grazie alla sua posizione strategica vicino a San Juan. Oggi, è una delle città più prospere e urbanizzate dell'isola.

### Simboli
Il comune ha una bandiera e uno stemma ufficiale.

#### Stemma

Lo scudo ha uno sfondo verde. Nella sua metà superiore vi è una croce floreale che è divisa da una linea verticale, un'altra orizzontale e le diagonali, tra le quali si alternano i colori argento e nero. Nella parte inferiore dello scudo, è il disegno di una casa forte con le sue mura coronate da merli. La casa forte porta sopra la porta uno scudo di piccole dimensioni con il disegno di un leone sollevato sulle zampe posteriori. Lo stemma che è stato posto sopra lo stemma è una corona formata da mura e torri. La croce fiorita, che è l'insegna dell'Ordine dei Predicatori di Santo Domingo, rappresenta San Pietro Martire di Verona, Patrono della Città di Guaynabo.
La casa forte simboleggia la città di Caparra, la primitiva capitale di Porto Rico, le cui rovine sono conservate come tesoro storico nel territorio di Guaynabo. Rappresenta la casa residenziale del conquistatore Juan Ponce de León, che oltre a servire come residenza per il primo governatore di Porto Rico e la sua famiglia, è stata la sede del nostro più antico consiglio comunale. Fu anche la prima fortezza dell'isola. Lo scudo che porta sopra la porta è lo stemma del Ponce de León. Il verde e l'argento sono stati scelti come colori principali dello scudo perché sono i più antichi colori araldici di Guaynabo.

#### Bandiera municipale

La bandiera del comune di Guaynabo è costituita da un drappo diviso verticalmente in due parti uguali da una linea merlata raffigurante sei merli verdi e cinque bianchi, contrapposti. La parte accanto al palo è verde e l'altra è bianca. Sulla parte verde vi è una croce fiorita, trinciata in bianco e nero, le cui braccia si estendono fino a sfiorare i limiti di quella parte verde.

## Monumenti e luoghi d'interesse

### Architetture religiose

#### Chiesa di San Pietro Martire

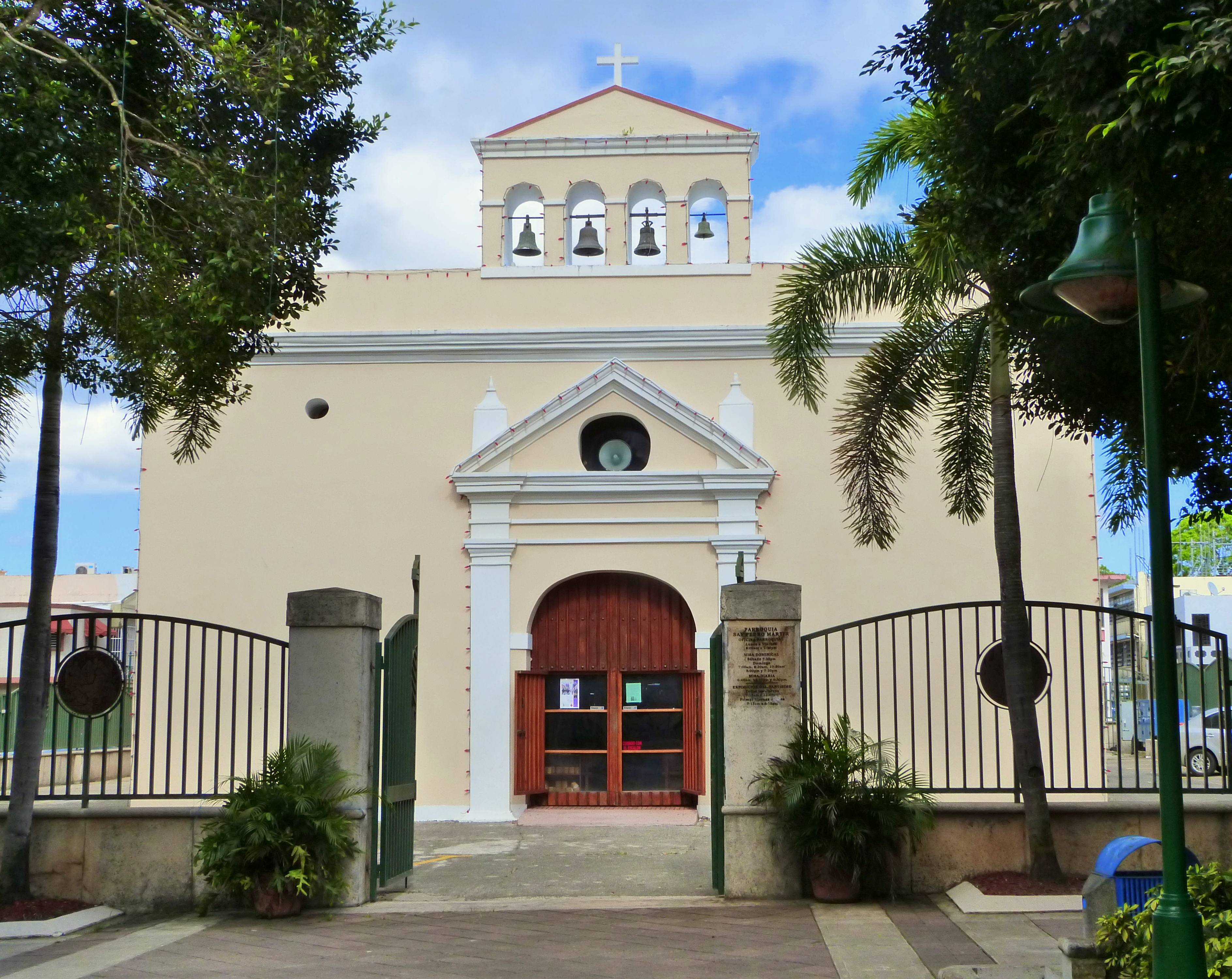

La chiesa è l'edificio più antico di Guaynabo e fu istituita come parrocchia nel 1775. La struttura stessa è più antica, risalendo almeno al 1750, quando era una cappella utilizzata dalle comunità agricole della zona. È rimasta in uso come chiesa parrocchiale e come tale ha assistito alla crescita di Guaynabo da isolata città agricola a sobborgo dell'area metropolitana di San Juan. La chiesa è rappresentativa delle strutture costruite dagli spagnoli nelle loro città coloniali caraibiche, trasmettendo nella sua semplicità i limiti economici e artistici delle isole. Furono questi limiti a perpetuare le forme adattabili e severe dell'herreriano e le manifestazioni plateresche del Rinascimento spagnolo fino a un'epoca così tarda. La piazza, che costituisce parte integrante di questo sito, è stata il centro delle attività della comunità tradizionale e, insieme alla chiesa, segna il cuore del nucleo storico coloniale di Guaynabo.

#### Parrocchia di San Giuseppe

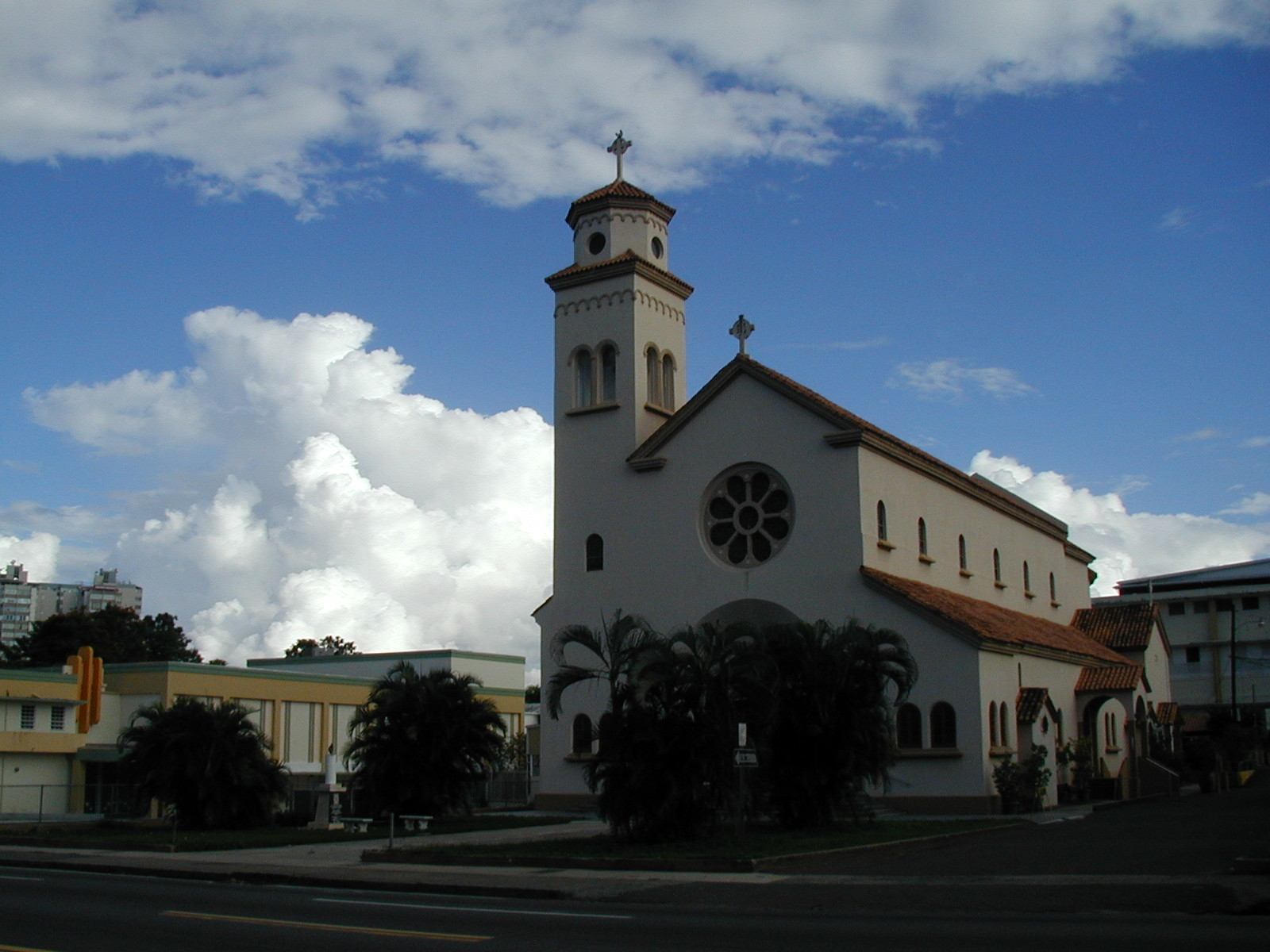

Tra il 1941 e il 1942, gli abitanti di Caparra costruirono una cappella in legno che fu sostituita da un tempio e padre Félix Ríos Turrado celebrò la prima messa il 13 dicembre 1947. Nel febbraio 1948 il vescovo Jaime Pedro Davis eresse una nuova parrocchia con il titolo di San José de Villa Caparra. Dopo la donazione dei piani, furono raccolti i fondi necessari e alla fine di ottobre 1948 un gruppo di vicini decise di iniziare la costruzione della parrocchia.